# Clemensia maculata
Clemensia maculata är en fjärilsart som beskrevs av Rothschild 1912. Clemensia maculata ingår i släktet Clemensia och familjen björnspinnare. Inga underarter finns listade i Catalogue of Life.